# Новокаменка (Хабаровский край)
Новока́менка — село в Хабаровском районе Хабаровского края. Входит в Мичуринское сельское поселение.

## География
Село Новокаменка стоит на левом берегу реки Тунгуска, примерно в 5 км ниже расположенного на правом берегу пос. Николаевка Еврейской автономной области.
Расстояние от Новокаменки до впадения Тунгуски в Амур около 15 км.
Автомобильной дороги в Новокаменку нет, зимой на автомобиле по льду можно проехать через Тунгуску из Николаевки.
От Хабаровского речного вокзала ходит «речной трамвай», время в пути — около 3-х часов. Делает остановку теплоход «Заря», совершающий рейсы в пос. Победа. Основное транспортное сообщение — с Николаевкой на моторных лодках по Тунгуске.

## Население
| 2002 | 2010 | 2011 | 2012 | 2021 |
| ---- | ---- | ---- | ---- | ---- |
| 5    | ↘2   | →2   | ↘0   | ↗7   |

## Инфраструктура
Село обязано своим возникновением каменному карьеру, после того, как добыча строительных материалов прекратилась, село пришло в упадок.
Численность местного населения невелика, дома используются как дачные участки хабаровчан.
К селу подведена линия электропередачи, другие объекты инфраструктуры, в том числе и магазин, отсутствуют.

## Достопримечательности
На склонах сопки, возвышающейся над Новокаменкой, видны следы извержения вулкана, образовались «каменные водопады».
Новокаменка пользуется популярностью у отдыхающих, рыболовов, скалолазов и любителей экстремального отдыха.
На берегу Тунгуски установлен памятник односельчанам, погибшим на фронтах Великой Отечественной войны.
По селу жители ездят на автомототранспорте, из-за ветхости снятом с регистрации в ГИБДД.

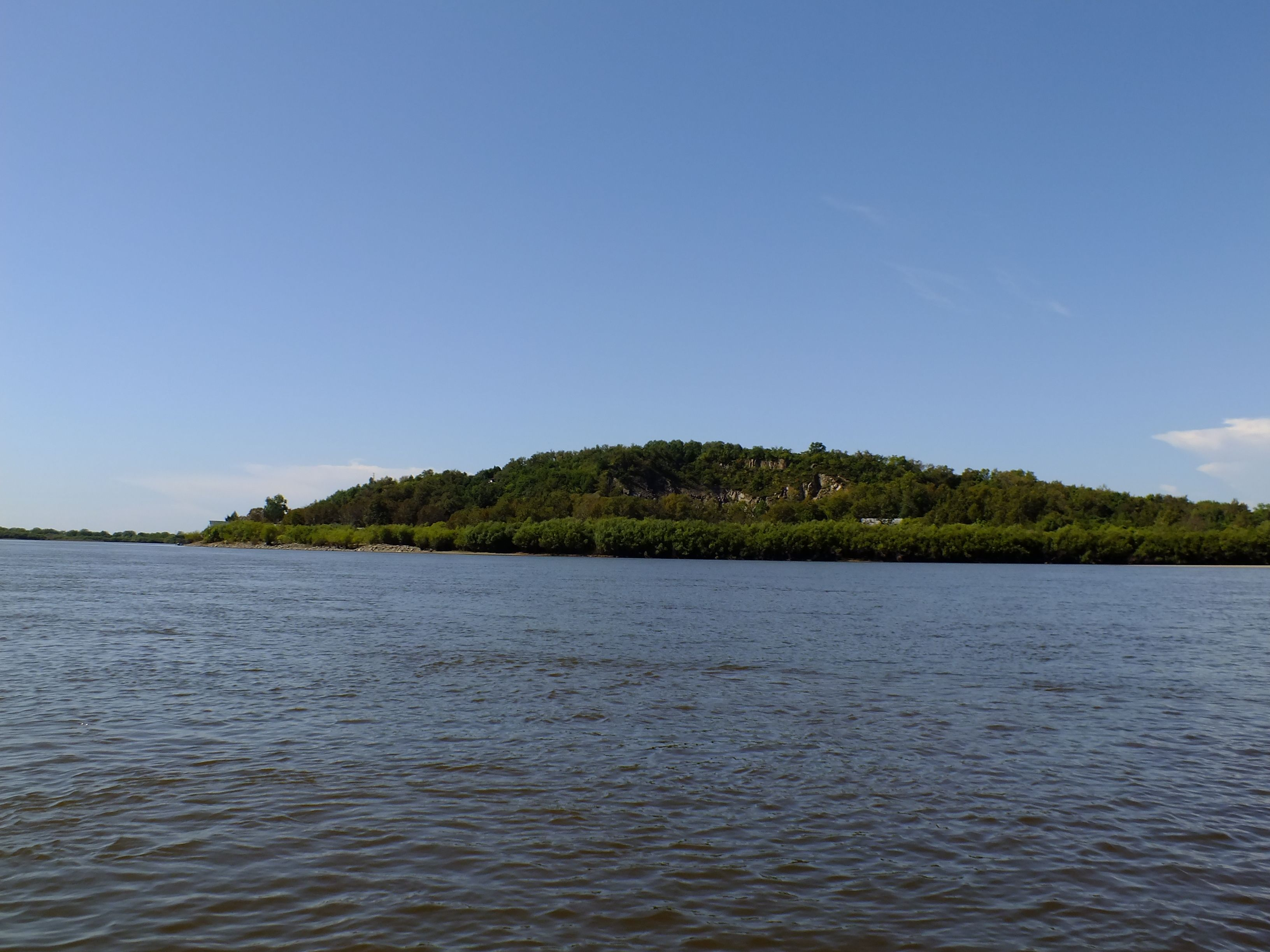
Сопка у села Новокаменка, у её подножия — каменный карьер
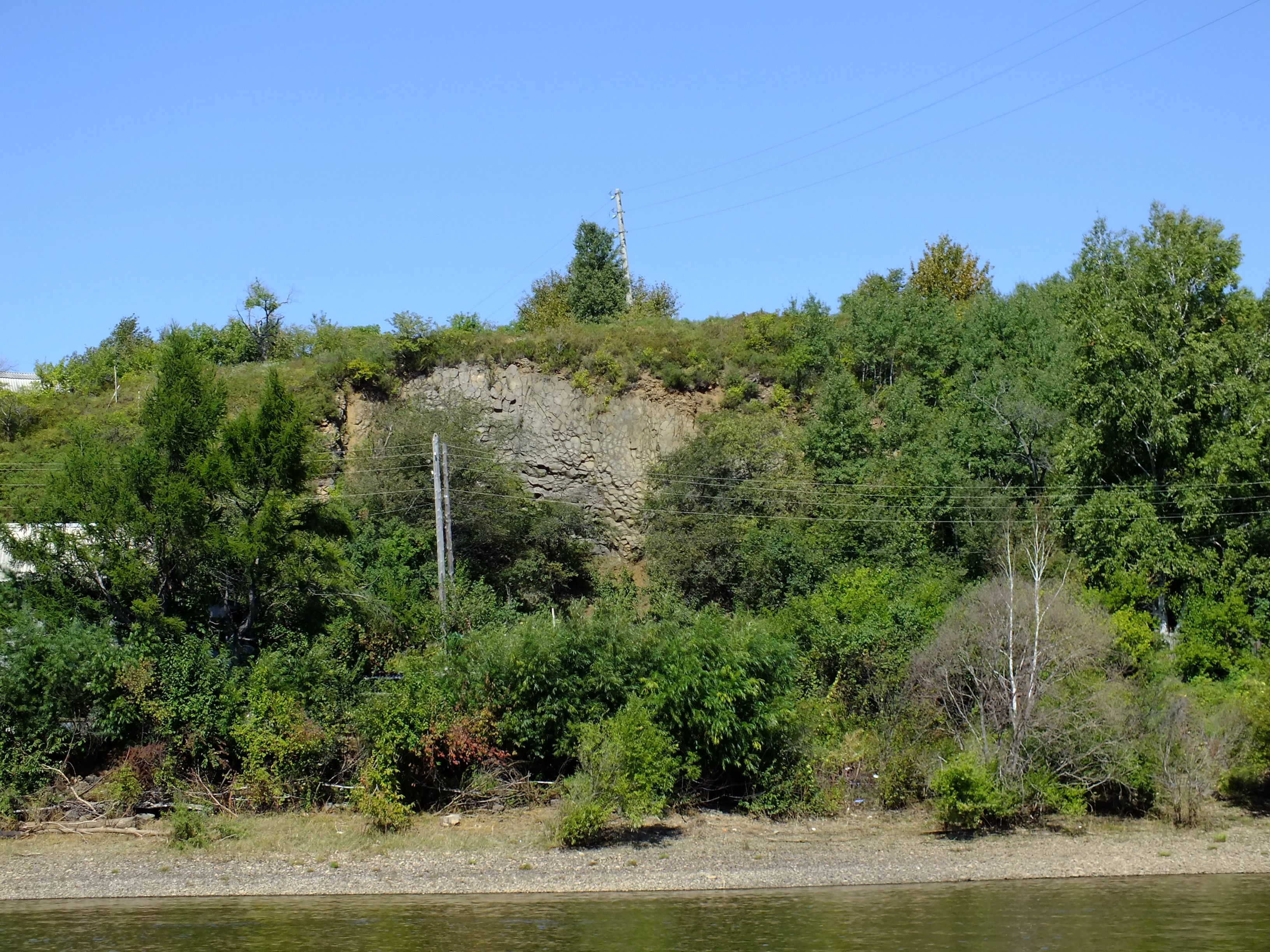
Каменный водопад
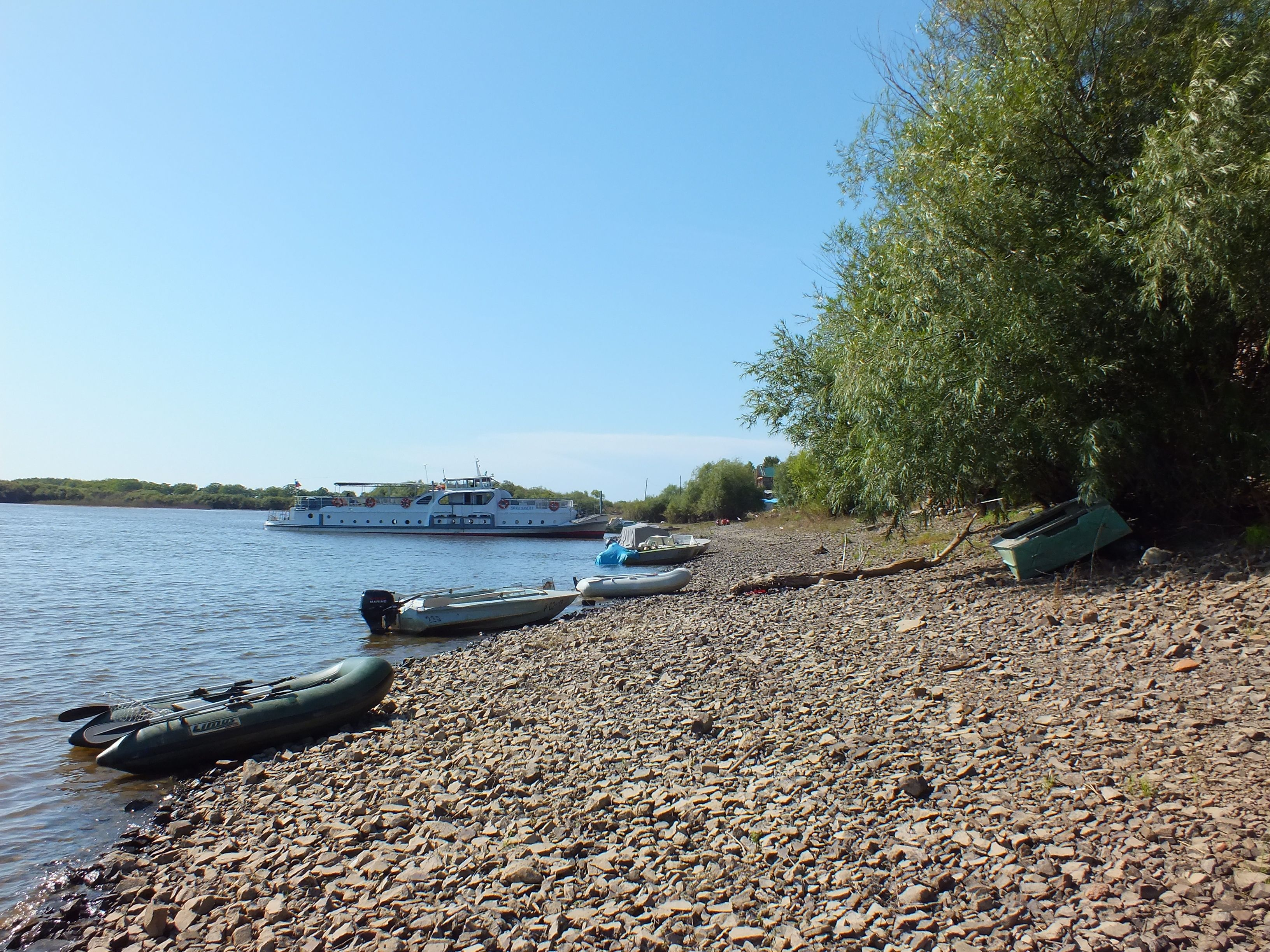
Теплоход «Бриллиант» и моторные лодки
Памятник односельчанам, погибшим на фронте
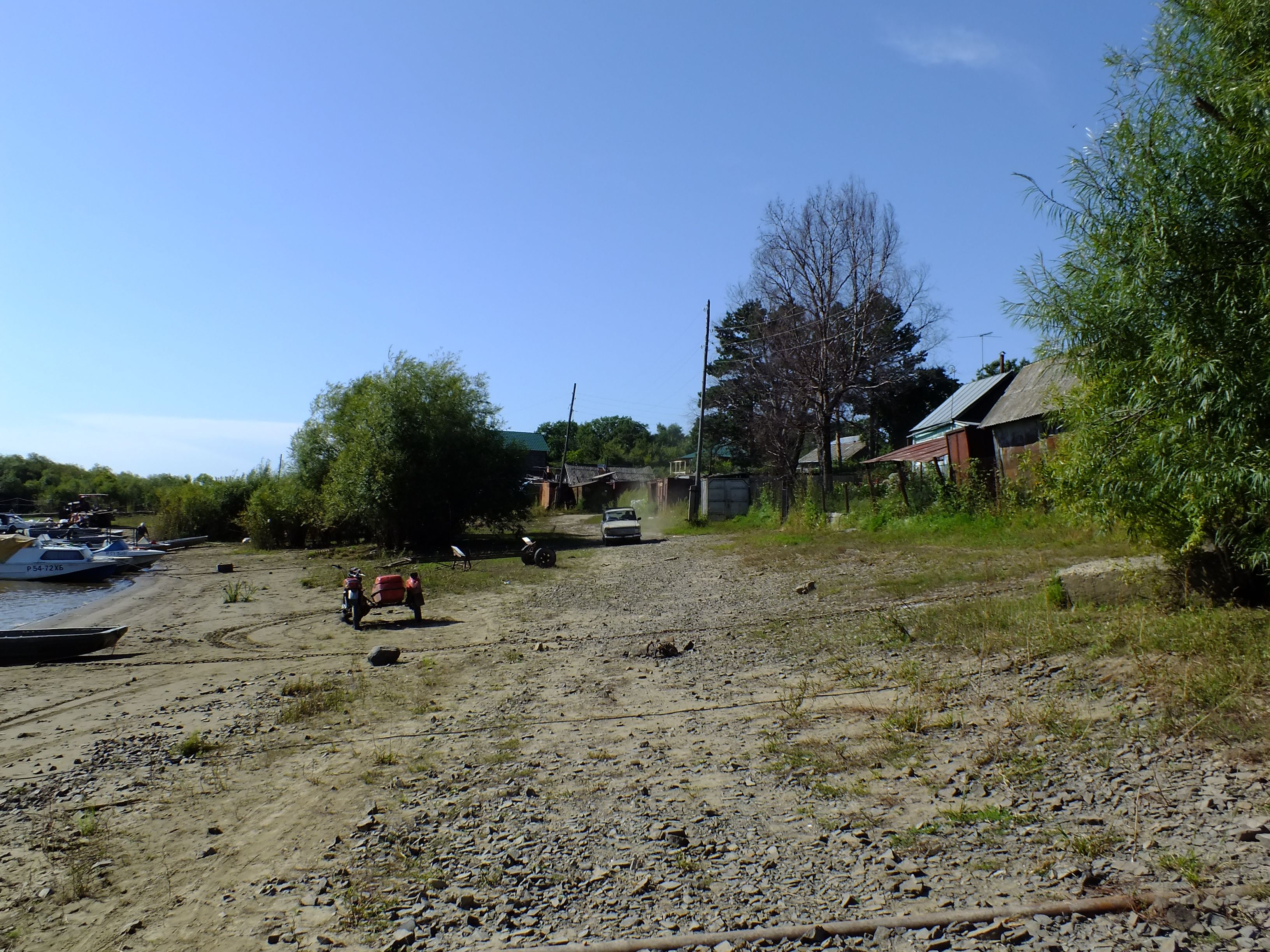
Водный и автомототранспорт села Новокаменка
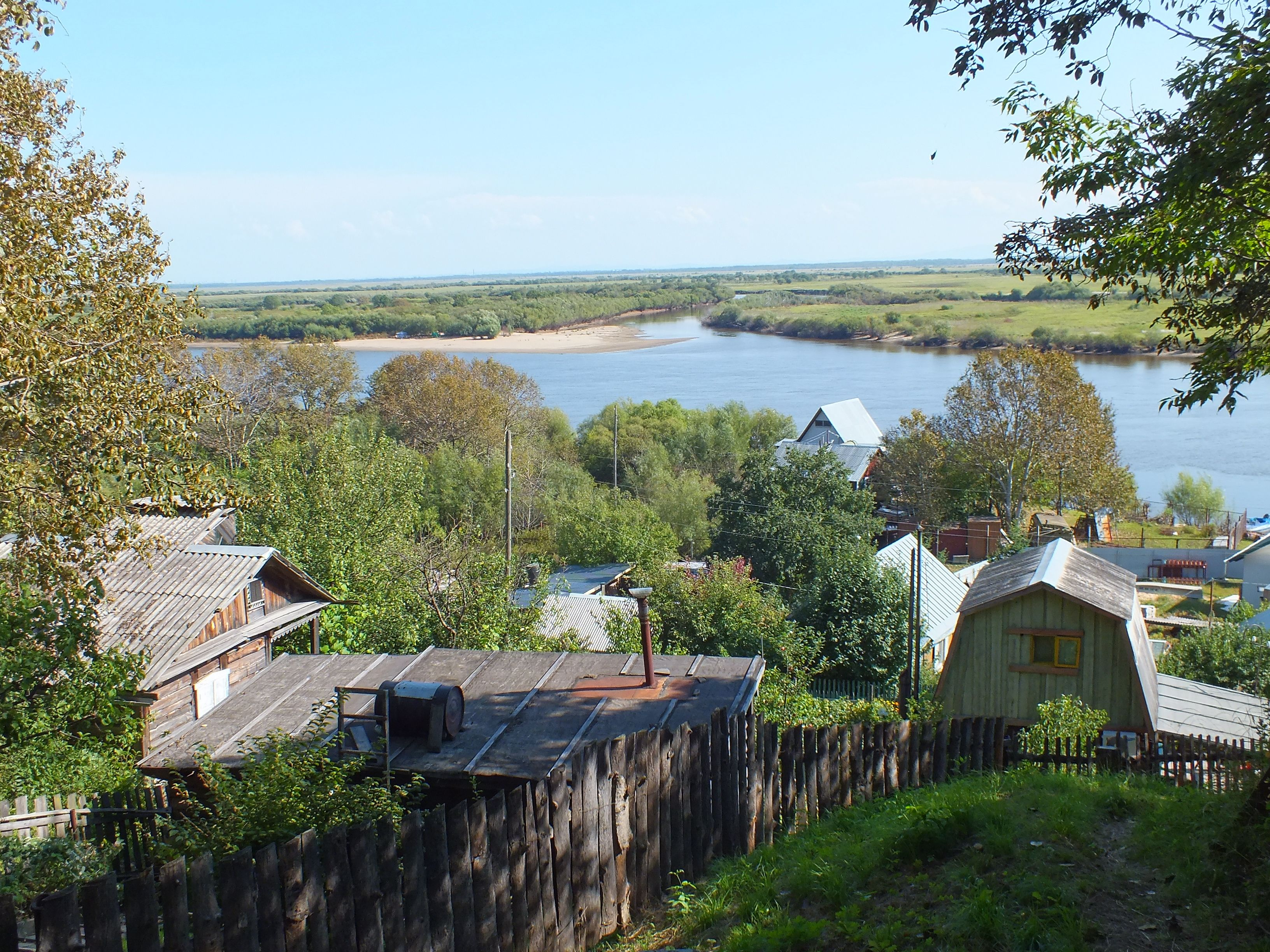
Вид на долину реки Тунгуска с сельской улицы